# Port lotniczy Kayseri-Erkilet
Port lotniczy Kayseri-Erkilet (IATA: ASR, ICAO: LTAU) – międzynarodowy port lotniczy położony w Kayseri, w Turcji.

## Linie lotnicze i połączenia
| Linia Lotnicza    | Kierunek |
| ----------------- | --- |
| AnadoluJet        | 1. Stambuł-Sabiha Gökçen |
| Corendon Airlines | Sezonowo: 1. Kolonia/Bonn 2. Düsseldorf 3. Hanower 4. Norymberga 5. Rotterdam (od 2 lipca 2024) Sezonowe czartery: 1. Teheran-Imam Khomeini                                                |
| Pegasus Airlines  | 1. Antalya 2. Düsseldorf 3. / Ercan 4. Stambuł-Sabiha Gökçen 5. Izmir 6. Lyon 7. Rotterdam 8. Stuttgart Sezonowo: 1. Amsterdam 2. Kolonia/Bonn (od 5 kwietnia 2024)                        |
| Smartwings        | Sezonowe czartery: 1. Praga |
| SunExpress        | 1. Amsterdam 2. Antalya 3. Düsseldorf 4. Frankfurt 5. Izmir 6. Monachium 7. Stuttgart Sezonowo: 1. / Bazylea 2. Berlin (od 22 czerwca 2024) 3. Kolonia/Bonn 4. Genewa 5. Hanower 6. Wiedeń |
| Transavia.com     | Sezonowo: 1. Rotterdam |
| TUI fly Belgium   | 1. Liège |
| Turkish Airlines  | 1. Stambuł |